# In the Cut
In the Cut is een Amerikaanse psychologische thriller uit 2003 onder regie van Jane Campion en is gebaseerd op het gelijknamige boek van Susanna Moore uit 1995. De hoofdrollen worden vertolkt door Meg Ryan en Mark Ruffalo.

## Verhaal
Engels docent Frannie Avery krijgt een affaire met een politie-inspecteur die de moord op een jonge vrouw in haar buurt onderzoekt.

## Rolverdeling
| Acteur               | Personage          |
| -------------------- | ------------------ |
| Meg Ryan             | Frannie Avery      |
| Mark Ruffalo         | Giovanni A. Malloy |
| Jennifer Jason Leigh | Pauline Avery      |
| Kevin Bacon          | John Graham        |
| Nick Damici          | Richard Rodriguez  |
| Patrice O'Neal       | Jane Long          |

## Release en ontvangst
In the Cut kreeg op 22 oktober 2003 een beperkte release in de Verenigde Staten en werd daarna dat jaar op Halloween uitgebreid uitgebracht in de bioscopen in de Verenigde Staten en het Verenigd Koninkrijk. Hij bracht wereldwijd 23,7 miljoen Amerikaanse dollars op aan de kassa.. De film kreeg overwegend negatieve kritieken van de filmcritici, met een score van 34% op Rotten Tomatoes, gebaseerd op 177 beoordelingen. en ontving de laagste "cinemascore"van bioscoopgangers. In latere jaren ontving de film echter een kritische herevaluatie. 